# 杨延修
杨延修（1910年—2017年1月1日），原名杨连生、杨再之，江苏泰州人，中华人民共和国政治人物。

## 生平
1910年出生，曾就读于泰州市通扬路小学。九·一八事变后，报名参加了战地救护队奔赴中日激战的前线。1939年，加入中国共产党。之后离沪去昆明，担任广大华行（中共第三条秘密战线机构）昆明分行经理。抗日战争结束后回到上海。中华人民共和国成立后，担任上海市工商局副局长，后被划为“右派”分子。1979年1月，杨延修恢复了党籍和名誉，被任命为上海市工商联副主任兼党组书记，市统战部党组成员，市政协副秘书长。1979年9月，上海市工商界爱国建设公司成立以后，担任党组书记、副董事长。1988年离休后，继续在爱建公司任职；1996年，又出任董事长，1999年，改任董事会顾问。之后担任民建中央咨议委员会委员。2017年1月1日，在上海逝世，享年106岁。